# Cuenca del Uvs Nuur

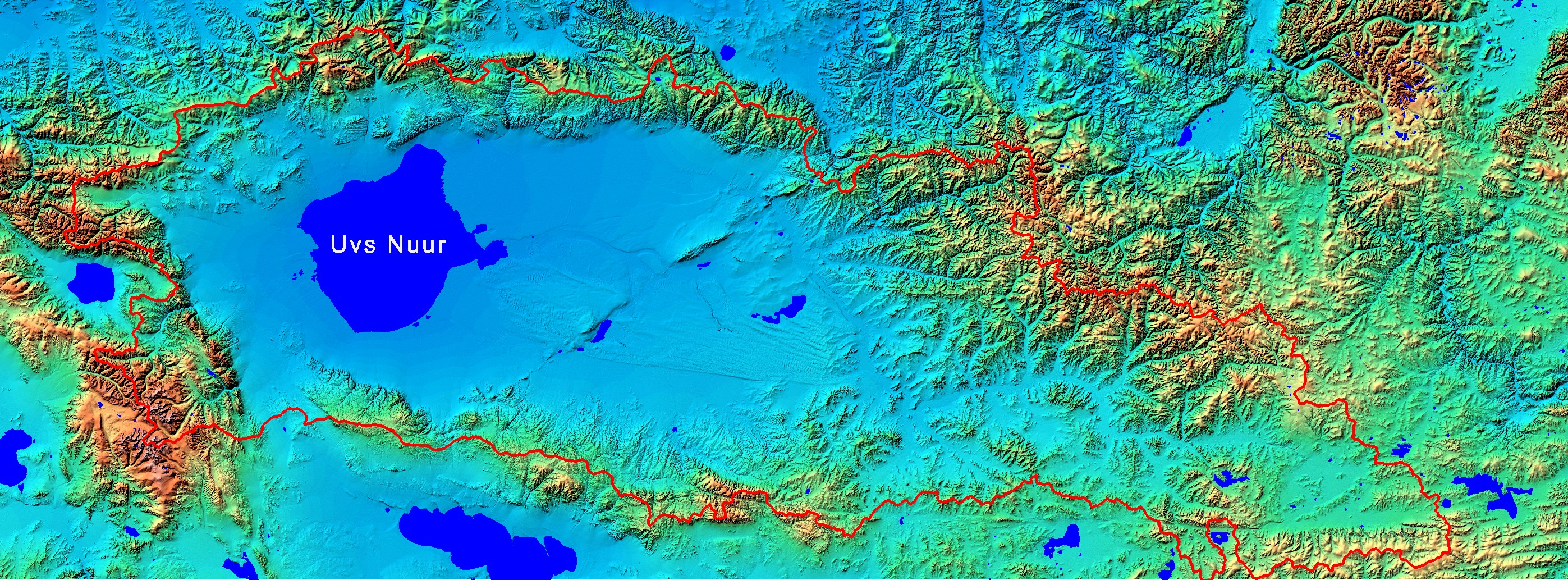
Imagen de la NASA que delimita la cuenca del Uvs Nuur.

La cuenca del Uvs Nuur (en mongol: Увс нуурын хотгор) es una cuenca endorreica, que en su mayor parte se encuentra en las provincias de Hövsgöl, Uvs y Zavhan, en Mongolia y una pequeña parte en la república de Tuvá, en Rusia. Fue declarada como Patrimonio de la Humanidad por la Unesco en el año 2003, siendo un sitio transfronterizo que abarca un área protegida de 898.063'5 ha y una zona de respeto de 170.790 ha.
El lago Uvs Nuur es el centro de esta cuenca que abarca una área de 700.000 km² y alberga una de las zonas mejor conservadas de estepa euroasiática. En esta zona los desiertos más septentrionales se unen con la tundra más meridional. Además del lago Uvs Nuur, la cuenca comprende otros pequeños lagos, entre ellos el lago Üüreg Nuur, que se sitúa a 1.450 metros de altitud.

## Patrimonio de la Humanidad
Doce son las localizaciones de este lugar natural, Patrimonio de la Humanidad:
| Código  | Nombre         | Lugar           | Coordenadas                      | Superficie |
| ------- | -------------- | --------------- | -------------------------------- | ---------- |
| 769-001 | Taiga Mongun   | Federación Rusa | 50°12′N 90°12′E / 50.200, 90.200 | 1589 Ha    |
| 769-002 | Ubsu-Nur       | Federación Rusa | 50°37′N 93°08′E / 50.617, 93.133 | 4490 Ha    |
| 769-003 | Oroku-Shinaa   | Federación Rusa | 50°37′N 94°00′E / 50.617, 94.000 | 28750 Ha   |
| 769-004 | Aryskannyg     | Federación Rusa | 50°40′N 94°44′E / 50.667, 94.733 | 15000 Ha   |
| 769-005 | Jamaalyg       | Federación Rusa | 50°15′N 94°45′E / 50.250, 94.750 | 800 Ha     |
| 769-006 | Tsugeer els    | Federación Rusa | 50°05′N 95°15′E / 50.083, 95.250 | 4900 Ha    |
| 769-007 | Ular           | Federación Rusa | 50°32′N 95°38′E / 50.533, 95.633 | 18000 Ha   |
| 769-008 | Tsagan shuvuut | Mongolia        | 50°19′N 91°09′E / 50.317, 91.150 | 23170 Ha   |
| 769-009 | Turgen         | Mongolia        | 49°46′N 91°22′E / 49.767, 91.367 | 116831 Ha  |
| 769-010 | Lago Uvs       | Mongolia        | 50°20′N 92°53′E / 50.333, 92.883 | 424298 Ha  |
| 769-011 | Altan els      | Mongolia        | 49°50′N 95°00′E / 49.833, 95.000 | 148246 Ha  |
| 769-012 | Río Tes        | Mongolia        | 50°28′N 93°45′E / 50.467, 93.750 | 97688,5 Ha |